# Liste aserbaidschanischer Maler

## A
- Abdullajew, Mikajil (1921–2002)
- Abdurachmanow, Fuad (1915–1971)
- Asimsade, Asim (1880–1943)

## B
- Bahlulzade, Sattar (1909–1974)
- Bilmes Semjon (* 1955)

## C
- Chalilow, Farhad (* 1946)

## G
- Garjaghdi, Dschalal (1914–2001)

## H
- Hatemi, Hajdar (* 1945)
- Hosseini, Ahad (* 1944)
- Husejnow, Arif (* 1943)

## I
- Irawani, Mirsa Gadim (1825–1875)

## K
- Kangarli, Behruz (1892–1922)
- Karabachi, Usta Gambar (1830–1905)
- Geysar Kschijewa (1893–1972)

## M
- Mangasarow, Schmawon (1907–1992)
- Mirsasade, Böjükagha (1921–2007)

## N
- Narimanbekow, Togrul (1930–2013)
- Narimanbekow, Widadi (1926–2001)

## O
- Ordoobadi, Kasem (1919–2002)

## R
- Rahmansade, Maral (1916–2008)
- Rezagulijew, Alakbar (1903–1973)
- Rezagulijew, Elbej (1926–2007)